# Olios sanguinifrons
Olios sanguinifrons är en spindelart som först beskrevs av Simon 1906.  Olios sanguinifrons ingår i släktet Olios och familjen jättekrabbspindlar. Inga underarter finns listade i Catalogue of Life.